# Robert Perathoner
Robert Perathoner (18 aprile 1961) è un ex sciatore alpino italiano.

## Biografia
Originario di Selva di Val Gardena, ai Campionati italiani vinse la medaglia di bronzo nella discesa libera nel 1983; non prese parte a rassegne olimpiche né ottenne piazzamenti in Coppa del Mondo o ai Campionati mondiali.

## Palmarès

### Campionati italiani
- 1 medaglia[3]:
  - 1 bronzo (discesa libera nel 1983)